# Brother Louie
«Brother Louie» (Hermano Luis, en español) es el primer sencillo del tercer álbum de Modern Talking Ready for Romance, y el cuarto consecutivo en alcanzar el n.º 1 del chart alemán, después de You're My Heart, You're My Soul, You Can Win If You Want y Cheri, Cheri Lady.
Es el único sencillo que tuvo éxito en el Reino Unido alcanzando el n.º 4 del UK Single Chart.
El tema fue dedicado a Luis Rodríguez Salazar, coproductor de los álbumes de Modern Talking. Brother Louie alcanzó un renovado éxito en 1998 cuando Modern Talking se reúne como dúo nuevamente y estrena el álbum Back For Good.

## Sencillos
7" Single Hansa 107912	año 1986
1. 	Brother Louie		 3:41
2. 	Brother Louie (Instrumental)		4:06

12" Maxi Hansa 602157	año 1986
1. 	Brother Louie (Special Long Version) 5:20
2. 	Brother Louie (Instrumental)	4:06

## Versiones oficiales
- Instrumental - 4:06
- Special Long Version - 5:20
- '98 Radio Edit - 3:26
- '98 CD version - 3:38
- '98 Extended Version - 4:14
- '99 DJ Cappiccio Radio Mix - 3:54
- '99 DJ Cappiccio Extended Mix - 7:33
- '99 Metro Radio Mix - 3:48
- '99 Metro Club Mix - 6:14

## Posición en las listas
El sencillo permaneció 17 semanas en el chart alemán desde el 17 de febrero de 1986 hasta el 15 de junio de 1986. Se mantuvo en el #1 como máxima posición durante cuatro semanas consecutivas.
| Chart        | Máxima posición |
| ------------ | --------------- |
| Alemania     | 1               |
| Austria      | 2               |
| Bélgica      | 1               |
| Chile        | 1               |
| Dinamarca    | 2               |
| España       | 1               |
| Finlandia    | 1               |
| Francia      | 6               |
| Grecia       | 1               |
| Hong Kong    | 1               |
| Israel       | 1               |
| Reino Unido  | 4               |
| México       | 15              |
| Noruega      | 8               |
| Países Bajos | 20              |
| Portugal     | 10              |
| Sudáfrica    | 1               |
| Suecia       | 1               |
| Suiza        | 2               |
| Turquía      | 1               |
| Canadá       | 34              |
| Italia       | 48              |
| Irlanda      | 2               |